# Francisco de Paula de Borbón

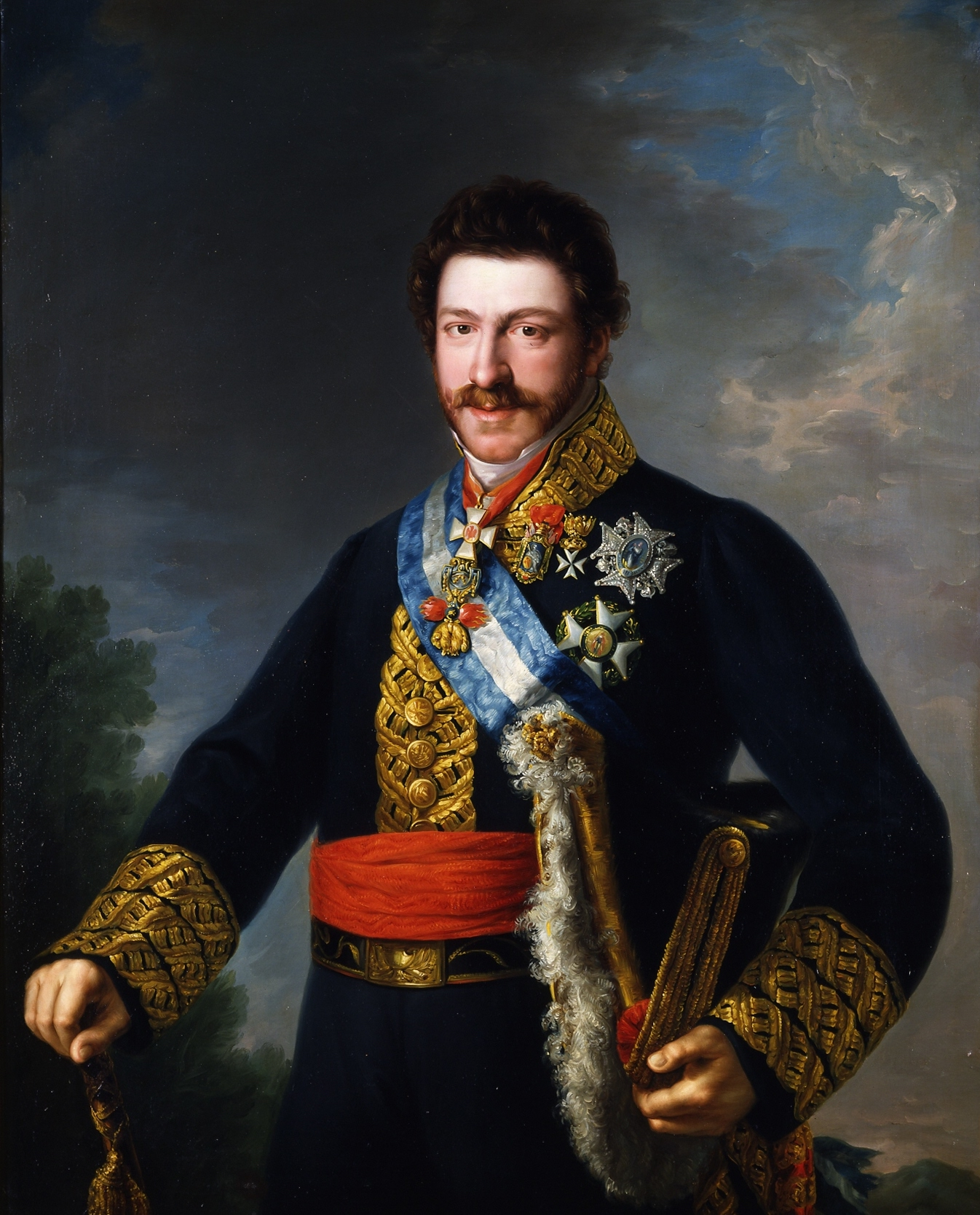
Franciszek de Paula Burbon

Francisco de Paula de Borbón y Borbón-Parma (ur. 10 marca 1794, w Madrycie, w Hiszpanii, zm. 13 sierpnia 1865, tamże) – najmłodszy syn króla Hiszpanii Karola IV i jego żony Marii Luizy Parmeńskiej. Otrzymał tytuł infanta Hiszpanii oraz księcia Kadyksu.
Był młodszym bratem m.in.: Karoliny Joachimy – królowej Portugalii, Algarve i Brazylii, Ferdynanda VII – króla Hiszpanii, i Carlosa Maríi Isidra, późniejszego pretendenta do tronu Hiszpanii.

## Małżeństwo i potomstwo
12 czerwca 1819, w Madrycie, Franciszek poślubił swoją siostrzenicę Ludwikę Charlottę, księżniczkę Obojga Sycylii, córkę króla Franciszka I oraz jego drugiej żony – Marii Izabeli Hiszpańskiej (rodzonej siostry Francisca de Paula). Para miała razem 11 dzieci:
- Francisco de Asis de Borbón, infant Hiszpanii (1820-1821),
- Isabel de Borbón, infantka Hiszpanii (1821-1897), od 1841 żona hrabiego Ignacego Gurowskiego,
- Francisco de Asis de Borbón, książę Kadyksu (1822-1902), od 1846 mąż królowej Hiszpanii – Izabeli II,
- Enrique Maria Fernando de Borbón, książę Sewillii (1823-1870), od 1847 mąż Heleny de Castellvi,
- Luisa de Borbón, infantka Hiszpanii (1824-1900), od 1847 żona José Osorio de Moscoso,
- Duarte Felipe de Borbón, infant Hiszpanii (1826-1830),
- Josefina de Borbón, infantka Hiszpanii (1827-1920), od 1848 żona José Güell y Rente,
- Teresa de Borbón, infantka Hiszpanii (1828-1829),
- Fernando de Borbón, infant Hiszpanii (1832-1854),
- Maria Cristina de Borbón, infantka Hiszpanii (1833-1902), od 1860 żona Sebastiana Hiszpańskiego,
- Amelia del Pilar de Borbón, infantka Hiszpanii (1834-1905), od 1856 żona księcia Ludwika Ferdynanda Bawarskiego.

W 1851 Franciszek de Paula poślubił Teresę Arredondo. Z tego związku urodził się syn:
- Ryszard Maria de Arredondo, książę de San Ricardo (1851-1873).